# KEPD 350
KEPD 350은 독일과 스웨덴이 개발한 공대지 순항미사일이다. 스웨덴의 사브사가 파트너로 참여중이다.

## TAURUS KEPD 350 개요
견고화 표적에 대한 정밀 타격을 위한 모듈식 장거리 미사일 체계 TAURUS KEPD 350은 현재 독일의 토네이도 IDS 그리고 스페인의 EF-18 전투기에 탑재 운용되고 있으며, EUROFIGHTER에 대한 통합이 계획된 상태다. 

TAURUS KEPD 350은 고효율성을 자랑하는 481kg의 듀얼 스테이지 탄두 시스템 MEPHISTO를 사용하여 적 표적을 무력화하기 위해 초저공 지형-추적 비행을 통한 방공망 관통 임무를 수행할 수 있도록 설계되었다. 

이 무기체계에는 프로그램이 가능한 독자적인 지능형 다목적 신관(PIMPF)이 장착되어 있으므로 층 계산 및 빈 공간 탐지 기술을 활용하여 표적 구조물 내의 미리 선정된 층에서 관통자를 폭발시킬 수 있다.
미사일 제원

• 사거리: 500 km+

• 중량: 1400 kg

• 길이: 5m

• 탄두: 481 kg
Capability

• 독일 공군 운용

• 스페인 공군 운용

• 500 km 이상의 사거리

• GPS 독립형 항법 체계

• 초저공 비행을 통한 높은 임무 성공률

• 장거리 운용 능력으로 인한 승무원 및 전투기의 높은 생존률 보장

• 미래 개발을 위한 모듈식 개념
국방 예산 대비 최선의 운용 가치

• 다양한 기종에 탑재 가능

• 전천후 고정밀 타격 능력

• 아음속 순항 속도의 저고도 비행 특성

• 장거리, 유연한 임무, 위협 회피 능력

• 지형 참조 항법, 이미지 기반 항법 및 GPS(제외 가능)에 의한 관성항법 장치를 활용한 Tri-Tec 항법 체계

• 고출력 터보팬 엔진

• 짧은 반응 시간을 위한 사용자 친숙형 임무 계획 체계

• 경쟁력 높은 비용, 낮은 수명 주기 비용 및 효율적인 통합

## 사거리
무게 1.4톤 타우러스는 공식적으로 "500 km 이상"의 사거리라고 보도되고 있다.
그러나, 무게 1.2톤인 미국 재즘-ER의 사거리가 1000 km로 알려져 있다.
알 자지라는 타우러스가 사거리 1000 km라고 보도하고 있다.
무게 1.3톤인 영국 스톰 섀도는 제조사의 비공식 자료에서는 사거리 900 km라고 한다.

## 토마호크
전투기용 타우루스 순항미사일은 무게 1.4톤으로서, 구축함과 잠수함에서 발사하는 토마호크 순항미사일과 무게가 같다. 보통 1톤에서 1.4톤은 533mm 어뢰관에서 발사되는 중어뢰의 무게이다.
한국은 국산 토마호크인 현무-3 개발에 성공했다. 무게가 보도되지는 않고 있는데, 토마호크 초기형과 같이 533mm 어뢰관에서 발사된다는 점에서 무게도 비슷한 것으로 추정된다. 533mm 직경의 중어뢰는 보통 1톤 정도의 무게가 나간다.
전투기용 순항미사일과 잠수함용 순항미사일은 전혀 달라서 완전히 새로 개발해야 하는가에 대해서, 프랑스의 전투기용 스칼프 순항미사일은 잠수함용으로도 개발되고 있다. 한국이 수입하려고 검토했었고, 브라질은 수입계약을 체결했다는 바라쿠다급 잠수함에 해군용 스칼프가 장착될 것이라고 알려져 있다.

## 해성 미사일
슬램 미사일이 무게 635 kg에 사거리 278 km인데, 한국은 최근 무게 700 kg인 SSM-700K 해성 미사일을 개발해 구축함에 실전배치했다. 그러나, 전투기에서 시험발사한 적은 없다. 전투기에서 발사하면 사거리 300 km 정도인 공대함 미사일, 공대지 미사일이 될 것으로 추정된다. 그러나 한국은 장거리 공대지 미사일로 미국산 975 kg 재즘 미사일, 독일산 1.4톤 타우러스 미사일을 수입하려고 하지, 700 kg 해성 미사일을 공군용으로 도입하겠다는 논의는 없다.

## 사용국가
- 독일
- 스페인
- 대한민국

## 같이 보기
- 토마호크 순항미사일  미국
- JASSM  미국
- 천룡 순항미사일  대한민국
- DH-10  중화인민공화국
- AS-15  러시아
- 스칼프 순항미사일  프랑스
- 슝펑 순항미사일  중화민국
- 바부르 순항미사일  파키스탄
- 충격과 공포